# Fernando Bulnes
Pour les articles homonymes, voir Bulnes.
José Fernando Bulnes Zelaya (né le 21 octobre 1946 à Lamaní au Honduras) est un joueur de football international hondurien qui évoluait au poste de défenseur.

## Biographie

### Carrière en club
Fernando Bulnes évolue pendant 21 saisons en faveur du CD Olimpia, de 1965 à 1985.
Il remporte avec cette équipe sept titres de champion du Honduras. Il gagne également avec l'Olimpia une Coupe des champions de la CONCACAF, en battant le club surinamien du SV Robinhood en finale.

### Carrière en sélection
Fernando Bulnes reçoit 34 sélections en équipe du Honduras, inscrivant un but, entre 1969 et 1982.
Il dispute deux matchs rentrant dans le cadre des éliminatoires du mondial 1970, et onze matchs rentrant dans le cadre des éliminatoires du mondial 1982.
Il figure dans le groupe des sélectionnés lors de la Coupe du monde de 1982. Lors du mondial organisé en Espagne, il joue deux matchs : contre le pays organisateur, puis contre la Yougoslavie.

## Palmarès
Olimpia
| - Championnat du Honduras (7) : - Champion : 1966-67, 1967-68, 1969-70, 1971-72, 1977, 1982 et 1984. - Vice-champion : 1965-66, 1968-69, 1970-71 et 1975. - Coupe des champions de la CONCACAF (1) : - Vainqueur : 1972. - Finaliste : 1985. |  | - Copa Interclubes UNCAF (1) : - Vainqueur : 1981. |